# كورنيش

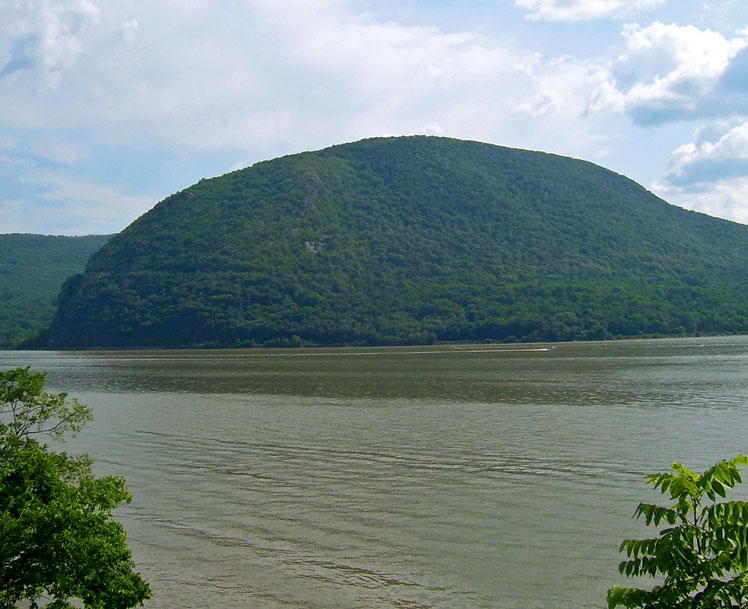
كورنيش (بالمفهوم الأصلي) في ولاية نيو يورك ويمر به طريق رئيسي

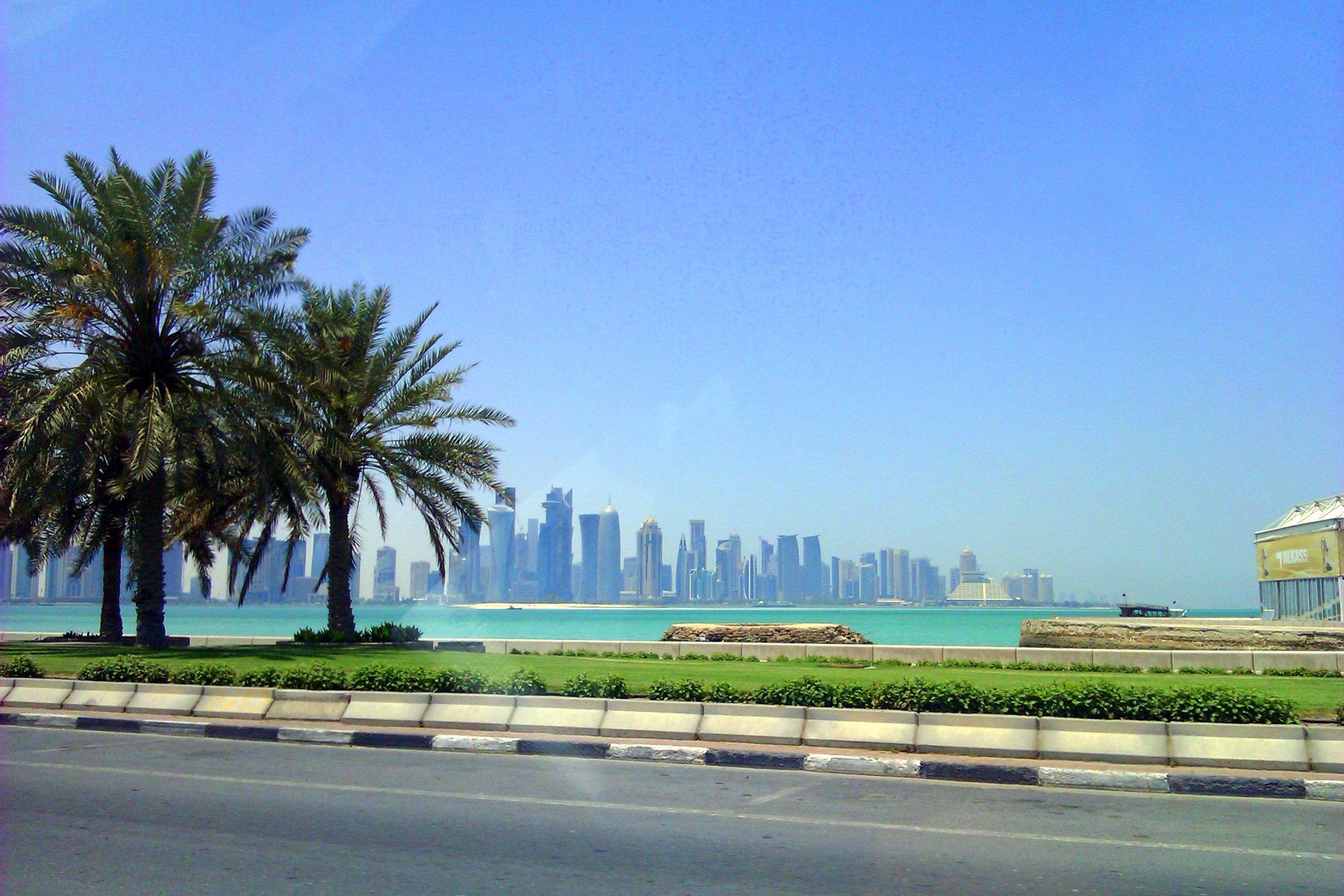
كورنيش الدوحة بالمفهوم العصري

كورنيش أو الكُرنيش (بالفرنسية: Corniche)‏ أو رصيف البحر أو سيف البحر هي دخيل إلى العربية من الفرنسية، وتختلف قليلًا في المعنى عن المصطلح الإيطالي (بالإيطالية: Cornice)‏، وتعني في الأصل الطريق المنحدرة على سفح الجبل والتي يكون أحد جانبيها مرتفعا عن الآخر.
واستخدم العرب هذه الكلمة للدلالة على اللسان الذي تشكل عند التقاء اليابسة بالماء، وفي الغالب يكون في نهايته منحدرا باتجاه الماء.
أما الاستخدام الشعبي لهذه الكلمة في السعودية ولبنان ومصر فهو للدلالة على منتزه الواجهة البحرية، وعادة ما يوازيه الطريق الرئيس، وغالبا ما يمتد الكورنيش على طول الساحل.

## قائمة

### دول الخليج
- كورنيش جدة
- كورنيش الفجيرة (الفجيرة)
- كورنيش الدوحة (قطر)
- كورنيش ديرة (دبي)
- كورنيش القطيف
- كورنيش القواسم (إمارة رأس الخيمة)

### مصر
- كورنيش الإسكندرية
- كورنيش النيل (دسوق)

### دول الشام
- كورنيش بيروت
- كورنيش اللاذقية